# La Canea (unità periferica)
L'unità periferica della Canea (in greco Περιφερειακή ενότητα Χανίων?) è una delle quattro unità periferiche in cui è divisa la periferia di Creta. Il capoluogo è La Canea.

## Geografia

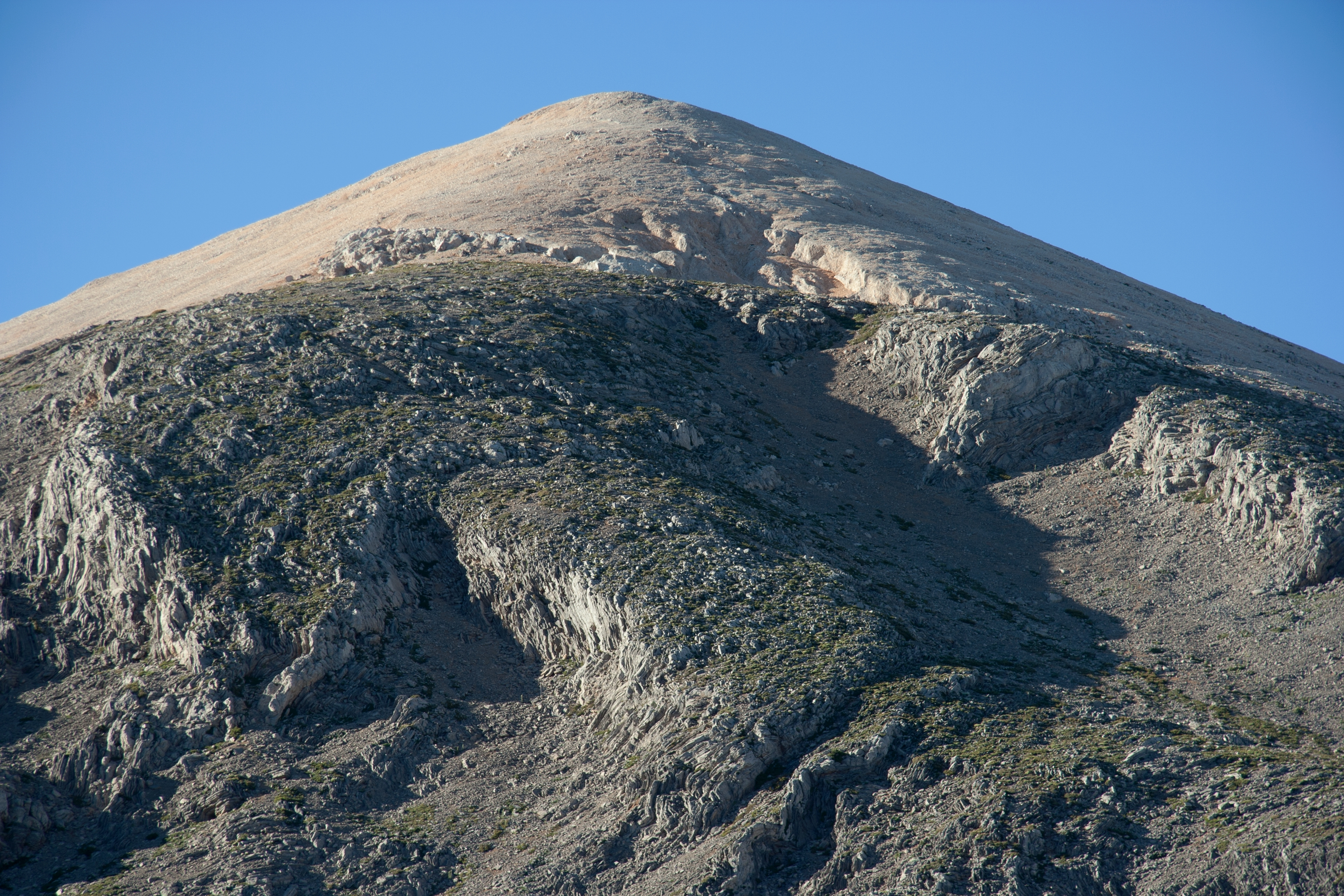
La vetta del Lefka Ori

L'unità periferica della Canea, spesso definita in modo informale "Creta occidentale", è una parte dell'isola che comprende i comuni di Apokoronas, Gadvos, Kantanos-Selino, Kissamos, La Canea, Platanias e Sfakia.

### Montagne
La vetta più alta dell'unità periferica è la catena montuosa del Lefka Ori, le cui vette, rimangono innevate fino a maggio inoltrato. Ci sono più di 40 vette alte oltre 2.000 metri. La vetta più alta della catena è Pachnes, a 2.453 metri sul livello del mare. Da questa catena montuosa corrono verso il mare, oltre alla Gola di Samaria, anche la gola di Aradena, di Agia Irini, di Imbros. La pietra di queste montagne è prevalentemente calcarea e ciò ha permesso ai corsi idrici di erodere nel corso del tempo la pietra, formando gli attuali canyon.

### Costa

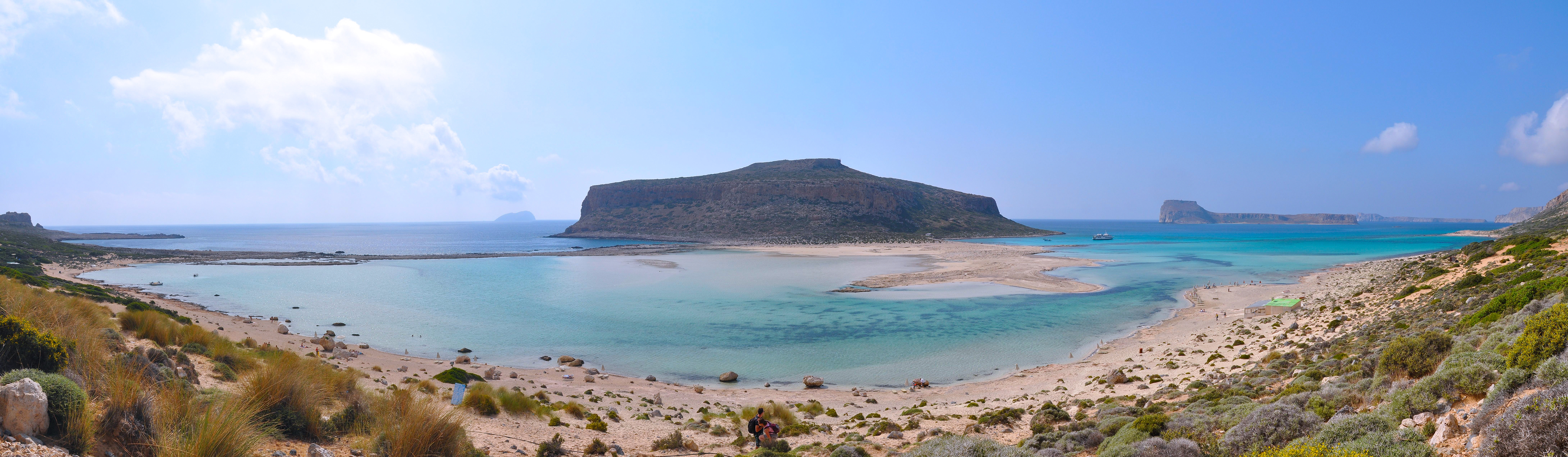
La laguna di Balos

L'Unità periferica della Canea abbraccia ben tre mari: il Mar Egeo (costa settentrionale), il Mar Mediterraneo (costa occidentale) e il Mar Libico (costa meridionale). Sulla costa nord dell'unità periferica sono presenti tre promontori, noti come i "tre capi" di Creta. Essi sono, in ordine da ovest a est: Gramvousa, Rodopos (chiamato anche Spatha) e Akrotiri, la penisola dove sorge l'aeroporto della Canea. Sulla costa occidentale si trovano la maggior parte delle spiagge preferite dai turisti come la Laguna di Balos, Falasarna, Elafonisi e Sfinari. Sulla costa meridionale, molto meno antropizzata, a causa della conformazione montuosa del Lefka Ori, si trovano molte piccole spiagge come Lissos, Sougia, Agia Roumeli, Loutro e Chora Sfakion. 

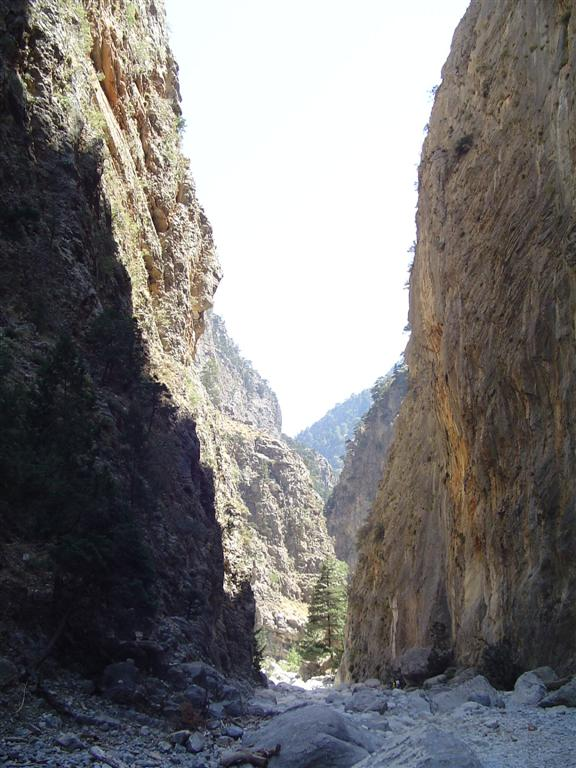
Le gole di Samaria

### Aree naturali protette
Nell'unità periferica si trova il Parco Nazionale della Gola di Samaria, uno dei più lunghi canyon d'Europa. La gola è divenuta nel tempo una grande attrazione turistica, specialmente per gli escursionisti e gli appassionati del trekking. Oltre al Parco Nazionale di Samaria ci sono anche il Parco di Gramvousa e di Elafonisi, nel comune di Kissamos.

### Laghi
Sempre in questa unità periferica si trova l'unico lago d'acqua dolce di Creta, il lago Kournas, nel comune di Apokoronas, vicino al confine con l'unità periferica di Retimo, a 47 km dal capoluogo, La Canea. Il lago è relativamente grande, infatti ha un perimetro di 3,5 km. Il lago era chiamato in passato col nome di "Korisia" poiché nei pressi del lago si pensava che si trovasse l'antica "Korion", un antico insediamento minoico con un tempio ad Atena. 

## Prefettura
La Canea era una prefettura della Grecia, abolita a partire dal 1º gennaio 2011 a seguito dell'entrata in vigore della riforma amministrativa detta programma Callicrate
La riforma amministrativa ha anche modificato la struttura dei comuni che ora si presenta come nella seguente tabella:
| Nuovo comune    | Vecchio comune        | Sede        |
| --------------- | --------------------- | ----------- |
| Apokoronas      | Armenoi               | Vryses      |
| Apokoronas      | Asi Gonia             | Vryses      |
| Apokoronas      | Vamos                 | Vryses      |
| Apokoronas      | Georgioupoli          | Vryses      |
| Apokoronas      | Kryonerida            | Vryses      |
| Apokoronas      | Fres                  | Vryses      |
| La Canea        | La Canea              | La Canea    |
| La Canea        | Akrotiri              | La Canea    |
| La Canea        | Eleftherios Venizelos | La Canea    |
| La Canea        | Keramia               | La Canea    |
| La Canea        | Nea Kydonia           | La Canea    |
| La Canea        | Suda                  | La Canea    |
| La Canea        | Theriso               | La Canea    |
| Gozzo           | Gozzo                 | Gozzo       |
| Kantanos-Selino | Kantanos              | Palaiochora |
| Kantanos-Selino | Anatoliko Selino      | Palaiochora |
| Kantanos-Selino | Pelekanos             | Palaiochora |
| Kissamos        | Kissamos              | Kissamos    |
| Kissamos        | Innachori             | Kissamos    |
| Kissamos        | Mythimna              | Kissamos    |
| Platanias       | Platanias             | Gerani      |
| Platanias       | Voukolies             | Gerani      |
| Platanias       | Kolymvari             | Gerani      |
| Platanias       | Mousouroi             | Gerani      |
| Sfakia          | Sfakia                | Sfakia      |

## Precedente suddivisione amministrativa
Dal 1997, con l'attuazione della riforma Kapodistrias, la prefettura della Canea era suddivisa in 23 comuni e 2 comunità.
| Comune                | Codice YPES | Sede           | Codice postale | Prefisso telefonico |
| --------------------- | ----------- | -------------- | -------------- | ------------------- |
| Akrotiri              | 5301        | Pythari        | 731 00         | 28210-6             |
| Anatoliko Selino      | 5302        | Kampanos       | 730 09         | 28230-5             |
| Armenoi               | 5303        | Kalives        | 730 08         | 28250-3             |
| Eleftherios Venizelos | 5309        | Mournies       | 733 00         | 28210-9             |
| Fres                  | 5324        | Fres           | 730 06         | 28210-7             |
| Georgioupoli          | 5308        | Kavros-Kournas | 730 07         | 28250-9             |
| Innachori             | 5311        | Elos           | 730 13         | 28220-6             |
| Kantanos              | 5312        | Kantanos       | 730 04         | 28220-3             |
| Keramia               | 5313        | Gerolakos      | 731 00         | 28210               |
| Kissamos              | 5314        | Kissamos       | 734 00         | 28220-2             |
| Kolymvari             | 5315        | Kolymvari      | 730 06         | 28240-2             |
| Kryonerida            | 5316        | Vrisses        | 730 07         | 28250-5             |
| La Canea              | 5325        | La Canea       | 731 00         | 28210-2 (o 7)       |
| Mousouri              | 5317        | Alikianos      | 730 05         | 28220-3             |
| Mythimna              | 5318        | Drapani        | 730 04         | 28220-3             |
| Nea Kydonia           | 5319        | Nea Kydonia    | 731 00         | 28210-3             |
| Pelekanos             | 5320        | Paleochora     | 730 01         | 28230-2             |
| Platanias             | 5321        | Gerani         | 730 04         | 28210-6             |
| Sfakia                | 5323        | Chora Sfakion  | 730 11         | 28250-9             |
| Suda                  | 5322        | Suda           | 732 00         | 282210-2            |
| Theriso               | 5310        | Vamvakopoulo   | 731            | 28210-9             |
| Vamos                 | 5305        | Vamos          | 730 08         | 28250-2             |
| Voukolies             | 5306        | Voukolies      | 730 02         | 28240-3             |
| Comunità              | Codice YPES | Sede           | Codice postale | Prefisso telefonico |
| Asi Gonia             | 5304        | Asi Gonia      | 740 55         | 28310-4             |
| Gozzo                 | 5307        | Gozzo          | 730 01         | 28230-4             |